# Chadwick Boseman
Chadwick Aaron Boseman (29. listopadu 1976 Anderson, Jižní Karolína – 28. srpna 2020 Los Angeles) byl americký herec. Byl známý pro ztvárnění rolí Jackieho Robinsona ve filmu 42 (2013), Jamese Browna ve filmu Get On Up – Příběh Jamese Browna (2014), T'Chally / Black Panthera ve filmech v rámci Marvel Cinematic Universe jako Captain America: Občanská válka (2016), Black Panther (2018), Avengers: Infinity War (2018) a Avengers: Endgame (2019) a Thurgooda Marshalla ve filmu Marshall (2017). Zemřel ve věku 43 let na rakovinu tlustého střeva, se kterou bojoval čtyři roky.

## Dětství a mládí
Narodil se ve státě Jižní Karolína v roce 1976. V roce 1995 odmaturoval na T. L. Hanna High School a v roce 2000 promoval na Howard University, kde získal titul bakalář umění v oboru režie. Současně úspěšně absolvoval také londýnskou British American Drama Academy. Původně se chtěl věnovat režii a scenáristce. Aby dokázal lépe komunikovat s herci, začal docházet na kurzy herectví. V roce 2008 se odstěhoval do Hollywoodu, aby se naplno věnoval své kariéře.

## Kariéra
Svou první roli získal již roku 2003 v televizním seriálu Třetí hlídka. Další epizodní role získal v následujících letech v seriálech Právo a pořádek, Kriminálka New York, Pohotovost a Odložené případy. Současně se věnoval psaní divadelni hry Deep Azure, kterou nastudovala Congo Square Theatre Company v Chicagu. Hra byla nominována v roce 2006 na cenu Jeff Award.
Filmový debut zažil v roce 2008 ve snímku Expres. V témže roce získal větší roli v seriálu Lincoln Heights (9 epizod) a v roce 2010 hrál v seriálu Město ztracených (13 epizod).
Průlom nastal v roce 2013, kdy ztvárnil Jackieho Robinsona ve filmu 42. V roce 2014 následovaly role ve filmech Velký draft a Get On Up – Příběh Jamese Browna, kde ztvárnil roli Jamese Browna. V roce 2016 hrál ve velkorozpočtovém filmu Bohové Egypta a především získal roli T'Chally / Black Panthera ve filmech v rámci Marvel Cinematic Universe. Poprvé se jako Black Panther objevil ve filmu Captain America: Občanská válka (2016) a poté v samostatném filmu Black Panther (2018). Téhož roku se objevil také ve snímku Avengers: Infinity War (2018) a o rok později v Avengers: Endgame (2019).

## Filmografie
| Rok  | Název                            | Role                     | Poznámky               |
| ---- | -------------------------------- | ------------------------ | ---------------------- |
| 2008 | Expres                           | Floyd Little             |                        |
| 2013 | The Kill Hole                    | Lt. Samuel Drake         |                        |
| 2013 | 42                               | Jackie Robinson          |                        |
| 2014 | Velký draft                      | Vontae Mack              |                        |
| 2014 | Get On Up – Příběh Jamese Browna | James Brown              |                        |
| 2016 | Bohové Egypta                    | Thovt                    |                        |
| 2016 | Captain America: Občanská válka  | T'Challa / Black Panther |                        |
| 2016 | Kingova pomsta                   | Jacob King               | také výkonný producent |
| 2017 | Marshall                         | Thurgood Marshall        | také producent         |
| 2018 | Black Panther                    | T'Challa / Black Panther |                        |
| 2018 | Avengers: Infinity War           | T'Challa / Black Panther |                        |
| 2019 | Avengers: Endgame                | T'Challa / Black Panther |                        |
| 2019 | 21 Bridges                       | Andre Davis              | také producent         |
| 2020 | Braterstvo pěti                  | Stromin' Norman          |                        |
| 2020 | Ma Rainey – matka blues          | Levee                    |                        |

### Televize
| Rok       | Název                  | Role                        | Poznámky                          |
| --------- | ---------------------- | --------------------------- | --------------------------------- |
| 2003      | Třetí hlídka           | David Wafer                 | díl: „In Lieu of Johnson“         |
| 2004      | Zákon a pořádek        | Foster Keyes                | díl: „Can I Get a Witness?“       |
| 2006      | Kriminálka New York    | Rondo                       | díl: „Hrdinové“                   |
| 2008      | Pohotovost             | Derek Taylor                | díl: „Ach, bratře“                |
| 2008      | Odložené případy       | Dexter Collins              | díl: „Jiná kampaň“                |
| 2008–2009 | Lincoln Heights        | Nathaniel Ray               | 9 dílů                            |
| 2009      | Anatomie lži           | Cabe McNeil                 | díl: „Co přinese pravda“          |
| 2010      | Město ztracených       | seržant McNair              | 13 dílů                           |
| 2010      | Slunečno, místy vraždy | Michael Richmond            | díl: „Honey“                      |
| 2011      | Castle na zabití       | Chuck Russell               | díl: „Kouzla a čáry“              |
| 2011      | Fringe                 | Mark Little / Cameron James | díl: „Subjekt 9“                  |
| 2011      | Detroit 1-8-7          | Tommy Westin                | díl: „Beaten/Cover Letter“        |
| 2011      | Strážce pořádku        | Ralph Beeman                | díl: „For Blood or Money“         |
| 2018      | Saturday Night Live    | Sám sebe                    | díl: „Chadwick Boseman / Cardi B“ |
| 2021      | What If…?              | T'Challa / Black Panther    | hlas, 4 díly                      |

## Ocenění a nominace
| Rok  | Ocenění                                       | Kategorie                                      | Nominovaný za                              | Výsledek  |
| ---- | --------------------------------------------- | ---------------------------------------------- | ------------------------------------------ | --------- |
| 2014 | Black Reel Awards                             | objev roku – muž                               | 42                                         | nominace  |
| 2014 | Chicago Film Critics Association Awards       | nejslibnější herec                             | 42                                         | nominace  |
| 2014 | NAACP Image Awards                            | nejlepší mužský herecký výkon v hlavní roli    | 42                                         | nominace  |
| 2015 | Black Reel Awards                             | nejlepší mužský herecký výkon v hlavní roli    | Get On Up – Příběh Jamese Browna           | nominace  |
| 2015 | NAACP Image Awards                            | nejlepší mužský herecký výkon v hlavní roli    | Get On Up – Příběh Jamese Browna           | nominace  |
| 2016 | Cena Saturn                                   | nejlepší mužský herecký výkon ve vedlejší roli | Captain America: Občanská válka            | nominace  |
| 2016 | NAACP Image Awards                            | nejlepší mužský herecký výkon ve vedlejší roli | Captain America: Občanská válka            | nominace  |
| 2016 | Kids' Choice Awards                           | nejlepší filmový tým                           | Captain America: Občanská válka            | nominace  |
| 2017 | Black Reel Awards                             | nejlepší mužský herecký výkon v hlavní roli    | Marshall                                   | nominace  |
| 2017 | NAACP Image Awards                            | nejlepší mužský herecký výkon v hlavní roli    | Marshall                                   | nominace  |
| 2017 | NAACP Image Awards                            | slavná osobnost roku                           | Marshall                                   | nominace  |
| 2018 | Black Reel Awards                             | nejlepší mužský herecký výkon v hlavní roli    | Black Panther                              | vítězství |
| 2018 | Cena Saturn                                   | nejlepší mužský herecký výkon v hlavní roli    | Black Panther                              | nominace  |
| 2018 | Filmová cena MTV                              | nejlepší filmový herec                         | Black Panther                              | vítězství |
| 2018 | Filmová cena MTV                              | nejlepší hrdina                                | Black Panther                              | vítězství |
| 2018 | Filmová cena MTV                              | nejlepší souboj                                | Black Panther                              | nominace  |
| 2018 | Filmová cena MTV                              | nejlepší filmový tým                           | Black Panther                              | nominace  |
| 2018 | Kids' Choice Awards                           | nejoblíbenější filmový herec                   | Black Panther                              | nominace  |
| 2018 | NAACP Image Awards                            | nejlepší mužský herecký výkon v hlavní roli    | Black Panther                              | vítězství |
| 2018 | NAACP Image Awards                            | slavná osobnost roku                           | Black Panther                              | nominace  |
| 2018 | People's Choice Awards                        | nejlepší filmová hvězda                        | Black Panther                              | vítězství |
| 2018 | Screen Actors Guild Awards                    | nejlepší obsazení                              | Black Panther                              | vítězství |
| 2019 | Screen Actors Guild Awards                    | nejlepší obsazení                              | Black Panther                              | vítězství |
| 2019 | Black Reel Awards                             | nejlepší herec                                 | Black Panther                              | vítězství |
| 2019 | Kids' Choice Awards                           | nejoblíbenější filmový herec                   | Black Panther                              | nominace  |
| 2019 | Kids' Choice Awards                           | nejoblíbenější superhrdina                     | Black Panther                              | nominace  |
| 2019 | BET Awards                                    | nejlepší herec                                 | Avengers: Infinity War a Avengers: Endgame | nominace  |
| 2020 | Alliance of Women Film Journalists            | nejlepší herec                                 | Ma Rainey – matka blues                    | vítězství |
| 2020 | Boston Society of Film Critics                | nejlepší herec                                 | Ma Rainey – matka blues                    | vítězství |
| 2020 | Dallas–Fort Worth Film Critics Association    | nejlepší herec                                 | Ma Rainey – matka blues                    | vítězství |
| 2020 | Filmová cena MTV                              | Hrdina věků                                    |                                            | vítězství |
| 2020 | Florida Film Critics Circle                   | nejlepší herec                                 | Ma Rainey – matka blues                    | nominace  |
| 2020 | Florida Film Critics Circle                   | nejlepší obsazení                              | Ma Rainey – matka blues                    | nominace  |
| 2020 | Florida Film Critics Circle                   | nejlepší výkon ve vedlejší roli                | Braterstvo pěti                            | nominace  |
| 2020 | Gotham Independent Film Awards                | nejlepší herec                                 | Ma Rainey – matka blues                    | nominace  |
| 2020 | Houston Film Critics Society Awards           | nejlepší herec                                 | Ma Rainey – matka blues                    | nominace  |
| 2020 | Houston Film Critics Society Awards           | nejlepší výkon ve vedlejší roli                | Braterstvo pěti                            | nominace  |
| 2020 | Chicago Film Critics Association              | nejlepší herec                                 | Ma Rainey – matka blues                    | vítězství |
| 2020 | Chicago Film Critics Association              | nejlepší výkon ve vedlejší roli                | Braterstvo pěti                            | nominace  |
| 2020 | London Film Critics' Circle                   | nejlepší herec                                 | Ma Rainey – matka blues                    | vítězství |
| 2020 | London Film Critics' Circle                   | nejlepší výkon ve vedlejší roli                | Braterstvo pěti                            | nominace  |
| 2020 | Los Angeles Film Critics Association          | nejlepší herec                                 | Ma Rainey – matka blues                    | vítězství |
| 2020 | NAACP Image Awards                            | nejlepší herec                                 | 21 Bridges                                 | nominace  |
| 2020 | National Board of Review                      | nejlepší obsazení                              | Braterstvo pěti                            | vítězství |
| 2020 | National Board of Review                      | Ikona roku                                     |                                            | vítězství |
| 2020 | New York Film Critics Circle                  | nejlepší herec                                 | Ma Rainey – matka blues                    | vítězství |
| 2020 | Online Film Critics Society                   | nejlepší herec                                 | Ma Rainey – matka blues                    | nominace  |
| 2020 | Online Film Critics Society                   | nejlepší výkon ve vedlejší roli                | Braterstvo pěti                            | nominace  |
| 2020 | San Diego Film Critics Society                | nejlepší herec                                 | Ma Rainey – matka blues                    | nominace  |
| 2020 | San Diego Film Critics Society                | nejlepší obsazení                              | Braterstvo pěti                            | nominace  |
| 2020 | San Francisco Bay Area Film Critics Circle    | nejlepší herec                                 | Ma Rainey – matka blues                    | vítězství |
| 2020 | San Francisco Bay Area Film Critics Circle    | nejlepší výkon ve vedlejší roli                | Braterstvo pěti                            | nominace  |
| 2020 | Satellite Awards                              | nejlepší herec (drama)                         | Ma Rainey – matka blues                    | nominace  |
| 2020 | Satellite Awards                              | nejlepší výkon ve vedlejší roli                | Braterstvo pěti                            | vítězství |
| 2020 | Seattle Film Critics Society                  | nejlepší herec                                 | Ma Rainey – matka blues                    | nominace  |
| 2020 | St. Louis Gateway Film Critics Association    | nejlepší herec                                 | Ma Rainey – matka blues                    | vítězství |
| 2020 | Vancouver Film Critics Circle                 | nejlepší herec                                 | Ma Rainey – matka blues                    | vítězství |
| 2020 | Washington D.C. Area Film Critics Association | nejlepší herec                                 | Ma Rainey – matka blues                    | vítězství |
| 2020 | Washington D.C. Area Film Critics Association | nejlepší obsazení                              | Ma Rainey – matka blues                    | nominace  |
| 2020 | Washington D.C. Area Film Critics Association | nejlepší obsazení                              | Braterstvo pěti                            | nominace  |
| 2020 | Zlatý glóbus                                  | nejlepší herec (drama)                         | Ma Rainey – matka blues                    | vítězství |